# Charlotta Ulrika Catharina von Gerdten
Charlotta Ulrika Catharina von Gerdten, född 1 april 1786 i Grums, Värmland, död 29 maj 1875 i Apertin, Värmland, var en svensk målare.
Hon var dotter till kaptenen Karl Gustaf Löfwenhjelm och Agneta Sofia Wrangel och från 1809 gift med överstelöjtnanten Emil Adam von Gerdten samt mor till Sara Augusta Malmborg och Emilie Uggla.
Gustaf Fröding har i dikten Gamle grevinna på Campertin skildrat henne som en värmländsk Pinntorpsfru.